# Bluffton (Indiana)
Bluffton ist eine City in und Verwaltungssitz von Wells County im US-Bundesstaat Indiana, Vereinigte Staaten. Sie liegt je etwa zur Hälfte im Harrison und im Lancaster Township.
Die mennonitische Gemeinde ist Vorreiter im Thema Inklusion als Mitglied der National League of Cities’ Partnership for Working Toward Inclusive Communities.
Sie ist Namensgeberin für die gleichnamige Stadt Bluffton in Ohio.

## Persönlichkeiten
- Donald Lash (1912–1994), Mittel- und Langstreckenläufer
- Augustus N. Martin (1847–1901), Politiker
- Daniel W. Waugh (1842–1921), Politiker